# Jaroslav z Trocnova
Jaroslav z Trocnova nebo Jaroslav z Kalicha (patrně i Jaroš z Trocnova), byl jediným historicky doloženým bratrem husitského vojevůdce Jana Žižky z Trocnova. O jeho životě se dochovalo pouze několik kusých zmínek, u nichž navíc nelze s jistotou potvrdit, že jde o totožného muže.

## Historická fakta
První zmínka o osobě Jaroslava z Trocnova pochází pravděpodobně z Popravčí knihy pánův z Rožmberka, v níž jsou zaznamenány výpovědi jihočeských zločinců a zemských škůdců z první poloviny 15. století. Ačkoli zde není výslovně jmenován, je ze zápisu možno předpokládat, že spolu se svým bratrem Janem řečeným Žižka v letech 1408 a 1409 působil ve zbojnické rotě muže známého jako Matěj vůdce.
| „                                  | A na Žižku Jan Holý pravil, že Žižka, Jindřich a bratr Žižkóv vzěli jsú herynky, a že on a Troskovec odpověděli pánu, a že Žižka vzebral vozy a pánu odpověděl. | “ |
| — Popravčí kniha pánův z Rožmberka | |   |

Dále se lze domnívat, že v prvních letech husitské revoluce se Jaroslav z Trocnova aktivně podílel na dění v bratrově vojsku, a že mu po jeho smrti roku 1424 připadl hrad Kalich u Třebušína. To potvrzuje i jeho jméno na Žižkově vojenském řádu z roku 1423, kde se podepisuje jako Jaroslav z Kalicha. Nicméně, pokud jde o totožnou osobu, na listině ze září roku 1427, která po bitvě u Tachova uzavírala příměří mezi husitskými zemany a hejtmany a Plzeňskými a plzeňským landfrýdem, lze opět nalézt podpis Jaroslav z Trocnova. O jeho smrti existují dvě zprávy. První pochází z let 1472 – 1493, kdy augustiniáni v Borovanech sestavovali listář dokumentů o založení a nadání svého kláštera. Jeden z autorů seznamu nad listinu z roku 1399, jíž Licek ze Dvorce daroval oltář borovanskému kostelu, vepsal: "Založení oltáře sv. Máří Magdaleny Lickem z Dvorce, o něž se zasloužil bratr Žižkův, Jaroš, který byl k rozkazu královu sťat v Budějovicích. Druhým pramenem je dílo česko-německého evangelického historika Zachariáše Theobalda Hussitenkrieg (poprvé vydáno 1609), jež dokumentuje, že Žižkův bratr Jaroslav byl při obléhání hradu Bechyně (červenec – říjen 1428) zastřelen obránci, když vykonával obhlídku stráží. Informace, spolu se skutečností, že se jeho podpis nacházel na důležitém dokumentu, by mohla naznačovat, že v té době náležel k táborským polním velitelům.